# Keekorok Airport
Keekorok Airport är en flygplats i Kenya.   Den ligger i länet Narok, i den sydvästra delen av landet, 180 km väster om huvudstaden Nairobi. Keekorok Airport ligger 1 682 meter över havet.
Terrängen runt Keekorok Airport är platt västerut, men österut är den kuperad. Terrängen runt Keekorok Airport sluttar västerut. Runt Keekorok Airport är det glesbefolkat, med 15 invånare per kvadratkilometer. Omgivningarna runt Keekorok Airport är huvudsakligen savann.